# 榉根关古徽道
榉根关古徽道位于中国安徽省池州市石台县仙寓山。
2013年3月5日，被列为第七批全国重点文物保护单位。

## 歷史

### 建造
櫸根關古徽道始建於唐代。清朝嘉慶七年（公元1802年），當地居民建成扛梁橋。太平天國時期（公元1851-1864年），曾國藩湘軍在此建造石長城以防禦貴池太平軍南下。

### 太平軍、清軍的拉鋸戰
咸豐十一年二月二十三日（1861年3月16日），清軍與太平軍在此爆發激戰，史稱“櫸根關之戰”。關於此戰，曾國藩家書中有詳細記載。

## 現狀
榉根关古微道至今遺存明清时期大量的古建筑遗迹，以及曾国藩湘军建设的一道军事关隘。

### 文物遺存
- 启源亭，因位於榉根关古徽道最南端而得名，由青石条堆砌而成，长8.7米，宽4.7米，高3.5米，有二門[2]。
- 古稀亭，因當地一名老人投資捐建而得名。建於光緒十四年，长5.45米，宽3.4米，高3.5米[2]。
- 古长城，全长14千米，用石块砌成[2]。
- 石长城中的关隘，史称“榉根关”，该关隘高達3.5米，用青石板砌成，仅《清史稿》中記載，此處至少發生過兩次戰爭[2]。
- 杠梁桥，高2.1米，长3.4米，宽0.4米，用一巨大青石板雕刻而成，旁有“杠梁桥记”碑[2]。
- 明代的仙寓庵、密岩庵、天上庵、园通庵、上明庵、红亭寺、毛亭寺[2]。

## 交通
從池州市區自駕：

- 石城大道（ 318国道、 236国道）—濟祁高速公路（ 德上高速、 [[error]]）—金錢山路（ 237国道、 221省道）— 325省道— 231省道